# Flying Dutchman (tren)

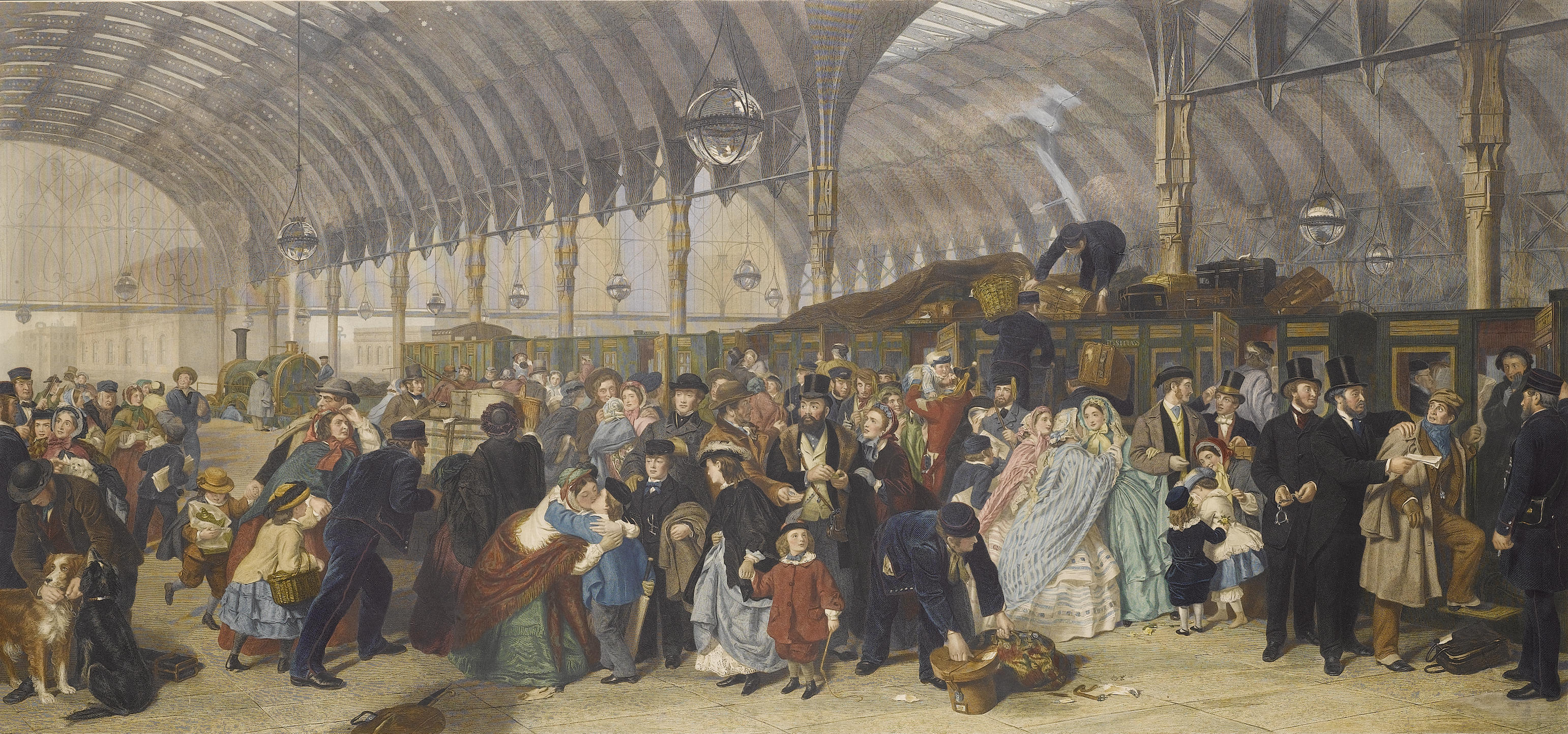
Salida de un tren desde la Estación de Paddington (1866)

El Flying Dutchman (Holandés Volador o también Holandés Errante) era un servicio de tren de pasajeros que cubría el recorrido entre la Estación de Paddington en Londres hasta la Estación de St Davids en Exeter. Funcionó desde 1849 hasta 1892, originalmente sobre el Great Western Railway (GWR) y luego sobre el Ferrocarril de Bristol y Exeter. A medida que se expandía el GWR, el destino del tren cambió primero a Plymouth y brevemente a Penzance.

## Primeros años
El nombre "Flying Dutchman" tiene un curioso origen. Al igual que muchas locomotoras de vapor y diésel, como las LNER A1 y las del British Rail de la Clase 55 'Deltic', el Flying Dutchman recibió su nombre de The Flying Dutchman, un famoso caballo de carreras que había ganado tanto el Derby de Epsom como el St. Leger Stakes en 1849. El caballo de carreras a su vez había recibido el nombre en referencia a Maarten Harpertszoon Tromp, un marino holandés de azarosa vida.
En 1845, el tren expreso de la mañana de las 09:30 tardaba 5 horas entre Paddington y St Davids, con paradas en Didcot, Bath, Bristol y Taunton, reduciéndose a 4 horas y media durante aquel año. En 1848, el tren, ahora el de las 09:50 desde Paddington, cubrió las 53,1 millas hasta Didcot en 55 minutos, estableciendo un récord mundial promedio desde arranque en parado de 57,9 mph. El tren de regreso era el de las 11:45 desde Exeter. En 1849, el tren tomó el nombre de "Flying Dutchman" y agregó una parada en Chippenham sin alargar el tiempo total del viaje. La hora del tren de vuelta se cambió a las 12:30, por lo que llegaba a Paddington a las 17:00.
En la década de 1850 se redujo la velocidad media, pero la introducción de un servicio desde la Estación de Waterloo a la Estación de Queen Street en Exeter (posteriormente Exeter Central) en 4 horas y tres cuartos por parte del Ferrocarril de Londres y del Suroeste (LSWR) en 1862, se tradujo en que el "Flying Dutchman" se reprogramara para salir de Paddington a las 11:45, recuperándose el tiempo de viaje de 4 horas y media de la década de 1840 durante un breve período, y al poco tiempo la duración del recorrido hasta Exeter se alargó a 5 horas y 5 minutos. En ese momento el tren salía de Paddington con 7 vagones. Dos eran expedidos en Swindon; uno para Weymouth y el otro para Cheltenham, y después de separar otros dos coches más en Newton Abbot para Torquay, los tres coches restantes llegaban hasta Plymouth. En 1867, la situación se había tornado tan adversa para el GWR que el "Holandés volador" dejó de funcionar y se canceló en octubre de ese año.

## Años posteriores
El Flying Dutchman comenzó a funcionar de nuevo en 1869, empleando 4 horas y 45 minutos para llegar desde Paddington hasta Exeter, pero esta duración se acortó en 1871, cuando el LSWR comenzó un servicio de 4 horas y 30 minutos desde Londres Waterloo; el "Holandés Volador" pasó a tardar 4 horas y 15 minutos a Exeter y 6 horas y 15 minutos a Plymouth, y durante el verano se extendía a Penzance, recorrido en el que se invertían otras 3 horas adicionales. En 1876, el LSWR, al extender su línea principal a Plymouth, introdujo un tren que llegaba a Exeter en 4 horas y a Plymouth en 6 horas y 38 minutos, y que también transportaba pasajeros de tercera clase, en contraste con el expreso del GWR, que solo transportaba pasajeros de primera y segunda clase. En 1879, el Flying Dutchman, que aún funcionaba en el ferrocarril de vía ancha, fue igualado por un nuevo tren denominado The Cornishman, que partía de Paddington a las 15:00 y también transportaba pasajeros de tercera clase. La tercera clase finalmente se introdujo en el Flying Dutchman en 1890.
En marzo de 1891 se produjo un incidente grave cuando el Flying Dutchman, arrastrado por una locomotora South Devon Railway Clase Leopard, descarriló cerca de la Estación de Camborne en medio de fuertes nevadas, un temporal conocido en Cornualles como la Gran Ventisca. Afortunadamente, los coches de viajeros permanecieron en la vía y no hubo heridos de gravedad.
El último recorrido del Flying Dutchman, todavía sobre la vía ancha de Isambard Kingdom Brunel, tuvo lugar el 29 de mayo de 1892. El tren de las 11:45 de Paddington del día siguiente era un tren expreso en ancho de vía estándar, pero no se distinguía del anterior por ningún otro nombre.